# (2674) Pandarus
(2674) Pandarus ist ein Asteroid aus der Gruppe der Jupiter-Trojaner. Damit werden Asteroiden bezeichnet, die auf den Lagrange-Punkten auf der Bahn des Jupiter um die Sonne laufen. (2674) Pandarus wurde am 27. Januar 1982 vom Oak-Ridge-Observatorium entdeckt.
Benannt wurde der Asteroid nach Pandaros, einem Bogenschützen aus der griechischen Mythologie, der am Trojanischen Krieg teilnahm.